# 21. září
21. září je 264. den roku podle gregoriánského kalendáře (265. v přestupném roce). Do konce roku zbývá 101 dní. Svátek má Matouš.

## Události

### Česko
- 1109 – Neznámý jezdec zavraždil oštěpem knížete Svatopluka Olomouckého z rodu Přemyslovců.
- 1427 – Byl učiněn společný zápis velkých obcí - tří pražských měst o slavení jediného posvícení vždy v první neděli po sv. Václavu.
- 1620 – České stavovské povstání: Císařské vojsko vedené Baltasaren Marradasem začalo obléhat Třeboň.
- 1926 – Zahájeno pravidelné rozhlasové vysílání zpráv z ČTK.
- 1937 – Státní pohřeb prezidenta T. G. Masaryka se stal velkou manifestací zármutku, ale také víry v demokracii všech demokraticky cítících občanů státu bez ohledu na národnost.
- 1938 – Vyslanci Anglie a Francie požádali ultimativně prezidenta Beneše, aby vláda změnila svou negativní odpověď na anglo-francouzskou nótu. Vláda pak vyslovila souhlas s navrhovaným odstoupením území Sudet Německu.
- 1959 – V Brně vzniklo Satirické divadlo Večerní Brno, první satirické divadlo po druhé světové válce, které začalo hrát na území Československa
- 1962 – Premiéra českého animovaného/hraného filmu režiséra Karla Zemana Baron Prášil
- 1965 – Při železniční nehodě v pražském Hloubětíně zahynulo 13 lidí a 66 jich bylo zraněno.
- 1968 – V Československu začal pětidenní pracovní týden, kdy soboty byly, až na výjimky, volné
- 1997 – Na Staroměstské náměstí v Praze přijel na kole z cesty kolem světa Vítězslav Dostál, první Čech, který takovou cestu vykonal.
- 2010 – Proti snižování platů ve státní správě a škrtům demonstrovalo 40 tisíc odborářů v Praze na Palachově náměstí (např. policisté, vojáci, hasiči, zástupci školských odborů, zdravotníci či úředníci).

### Svět
- 19 př. n. l. – Římský básník Vergilius při návštěvě Řecka onemocněl a brzy na to po návratu zemřel
- 0455 – Císař Avitus vstoupil do Říma s Gotskou armádou a ujal se moci
- 0687 – 83. katolický papež Konon zemřel a na papežském stolci ho pak vystřídal Sergius I.
- 1170 – Dublinské království podlehlo normanským nájezdníkům a zaniklo.
- 1348 – Židé v Curychu byli obviněni z otrávení pitné vody ve studních
- 1433 – Husitské války: Husitská spížní výprava byla rozdrcena v bitvě u Hiltersriedu, což husitům velmi zkomplikovalo obléhání Plzně.
- 1451 – Kardinál Nicholas z Cusa přikázal všem Židům nosit viditelné nášivky, označující jejich židovství
- 1513 – Na hradě Stirling, tradičním korunovačním místě skotských králů, byl ve věku 17 měsíců korunován skotským králem Jakub V. Stuart.
- 1558 – Poté, co se císař Karel V. zřekl vlády ve Svaté říši římské ve prospěch bratra Ferdinanda I. habsburského, zemřel v ústraní na malárii
- 1625 – Odehrála se bitva u Benátek, císařský velitel Pappenheim porazil francouzská vojska.
- 1895 – V Americe je otevřena první továrna na výrobu automobilů - Duryea Motor Wagon Company
- 1918 – Československé jednotky v Itálii dosáhly významného vítězství v bitvě u Doss Alto
- 1921 – Při explozi chemičky v Oppau u německého Ludwigshafenu zemřelo 559 lidí.
- 1937 – V angličtině byla vydána kniha Hobit aneb Cesta tam a zase zpátky od spisovatele J. R. R. Tolkiena.
- 1944 – Ve slovenské obci Sklené za 2. světové války partyzáni zavraždili 187 Karpatských Němců.
- 1964 – Malta získala nezávislost na Spojeném království.
- 1974 – na veletrhu IFMA v Kolíně nad Rýnem byla představena první Honda GoldWing
- 1981 – Belize vyhlásilo nezávislost na Spojeném království.
- 1982 – OSN deklarovala 21. září jako Mezinárodní den míru
- 2001 – Americká sonda Deep Space 1 prozkoumala při blízkém průletu Borrellyovu kometu.
- 2003 – Sonda Galileo sestupem do atmosféry Jupitera ukončila svou misi.

## Narození

### Česko

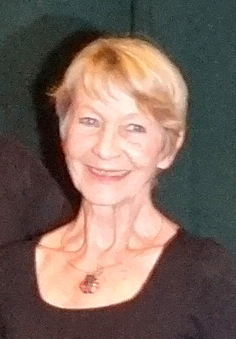
Daniela Kolářová (* 1946)

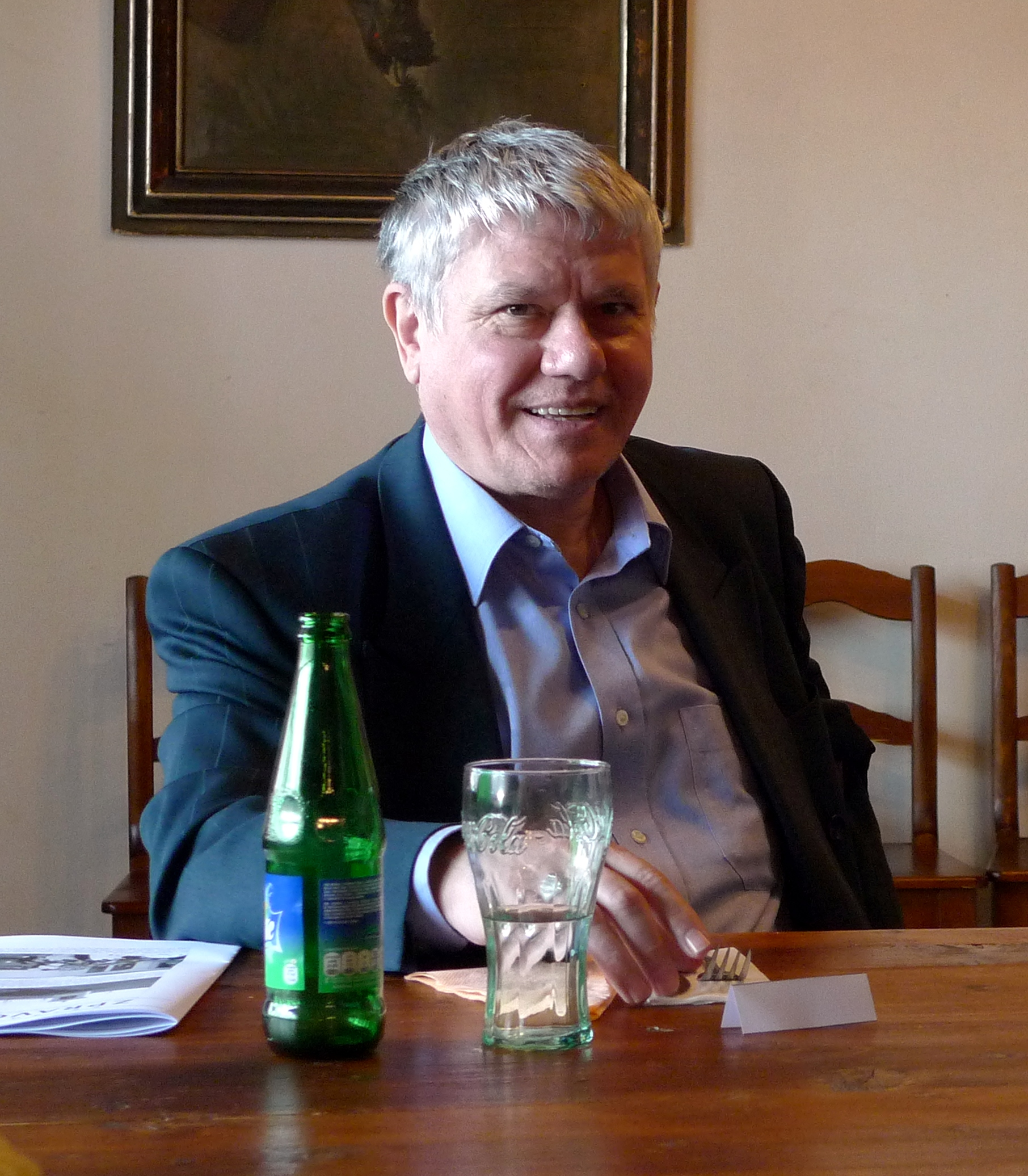
Václav Malý (* 1950)

- 1564 – Matouš Děpolt Popel z Lobkovic, místodržící českého království († 11. října 1619)
- 1796 – Marie Eleonora Windischgrätzová, česká šlechtična, manželka Alfreda Windischgrätze († 12. června 1848)
- 1810 – Jan Ohéral, spisovatel a novinář († 22. června 1868)
- 1833 – Josef Richard Rozkošný, hudební skladatel († 3. června 1916)
- 1850 – Jan Hanuš Sitt, česko-německý houslista a violista, hudební skladatel a pedagog († 10. března 1922)
- 1852 – František Josef Andrlík, učitel, spisovatel knih pro mládež a překladatel († 28. listopadu 1939)
- 1855 – Otto Serényi, moravský šlechtic, velkostatkář a politik († 27. prosince 1927)
- 1859 – Karel Leger, básník († 6. dubna 1934)
- 1861 – Josef Scheiner, sokolský funkcionář († 11. ledna 1932)
- 1862 – Eduard Sochor, český architekt († 6. června 1947)
- 1863 – Čeněk Habart, spisovatel, kronikář, fotograf († 24. května 1942)
- 1868
  - Franz Reitterer, nakladatel a poslanec Českého zemského sněmu († 29. července 1932)
  - Václav Klofáč, československý novinář a politik († 10. července 1942)
- 1874 – Johann Jabloniczky, československý politik († 1950)
- 1880 – Jakub Mach, československý politik († 29. června 1930)
- 1883 – Karel Guth, český archeolog a historik umění († 30. října 1943)
- 1892 – Antonín Janda-Očko, československý fotbalový reprezentant († 21. ledna 1960)
- 1902 – Toyen, malířka († 9. listopadu 1980)
- 1905 – Jaroslav Kovář mladší, architekt a kreslíř († 16. července 1987)
- 1906 – Alfons Zeda, ragbista a boxer ( † 2. září 1972)
- 1913
  - Věra Ferbasová, herečka († 4. srpna 1976)
  - Alois Mourek, fotbalista († 2. února 1988)
- 1914 – Karel Kolský, československý fotbalový reprezentant († 17. února 1984)
- 1919 – Zdeněk Petr, hudební skladatel populární hudby († 5. prosince 1994)
- 1921 – Jiří Jungwirth, český režisér († 22. října 1959)
- 1923
  - Miroslav Kácha, generál, oběť komunistického bezpráví († 6. dubna 2010)
  - Luba Skořepová, herečka († 23. prosince 2016)
- 1932 – Jan Kasper, hokejista († 5. března 2006)
- 1937 – Marie Dohalská, fonetička
- 1940 – Jaroslav Veselák, medailér, sochař, keramik a pedagog
- 1943 – Jiří Wimmer, herec, komik a bavič, básník, kreslíř a autor († 25. leden 2001)
- 1946 – Daniela Kolářová, herečka a bývalá politička
- 1950 – Václav Malý, římskokatolický duchovní, biskup, římskokatolický teolog
- 1952 – Jiří Gruntorád, dělník, knihovník a vydavatel samizdatové literatury
- 1954 – Miroslav Mareček, disident a proslulý hladovkář († 7. října 2008)
- 1960 – Miroslav Varga, střelec, olympijský vítěz
- 1962 – Pavlína Jíšová, folková zpěvačka
- 2005 – Kordula Stropnická, herečka

### Svět

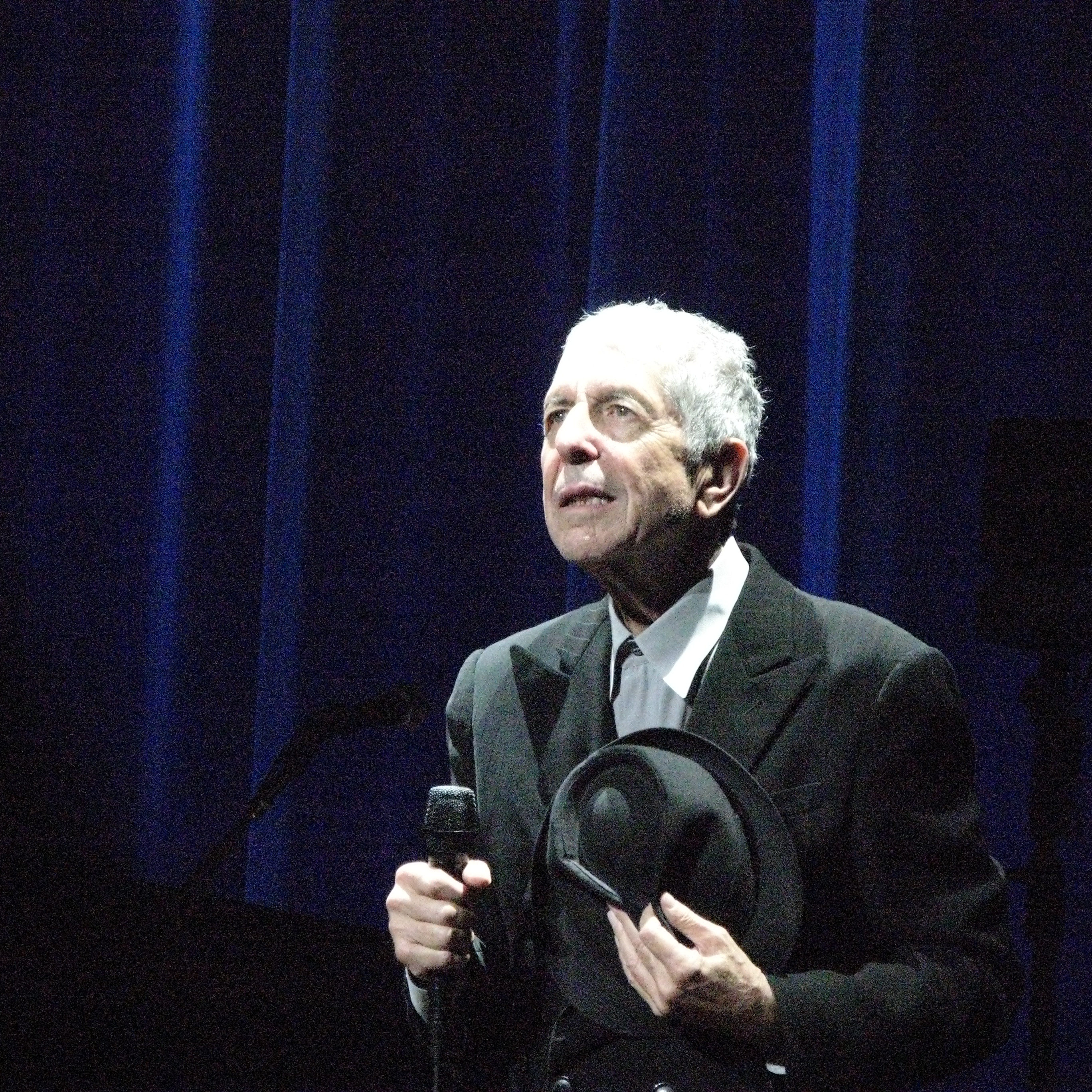
Leonard Cohen (* 1934)

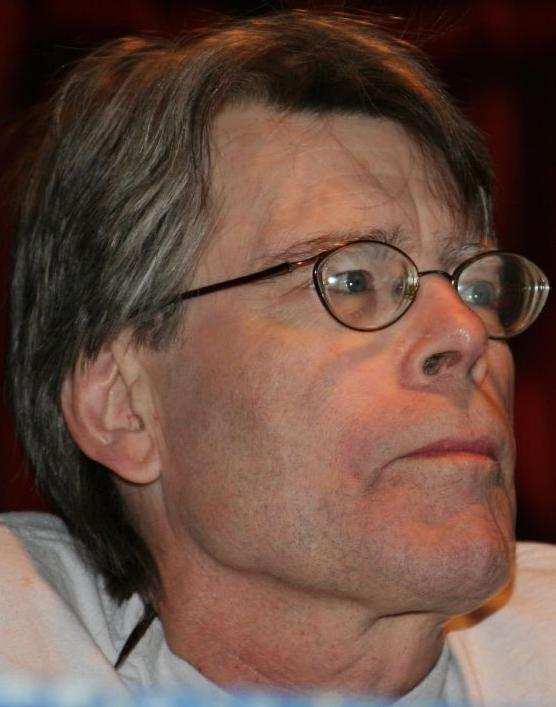
Stephen King (* 1947)

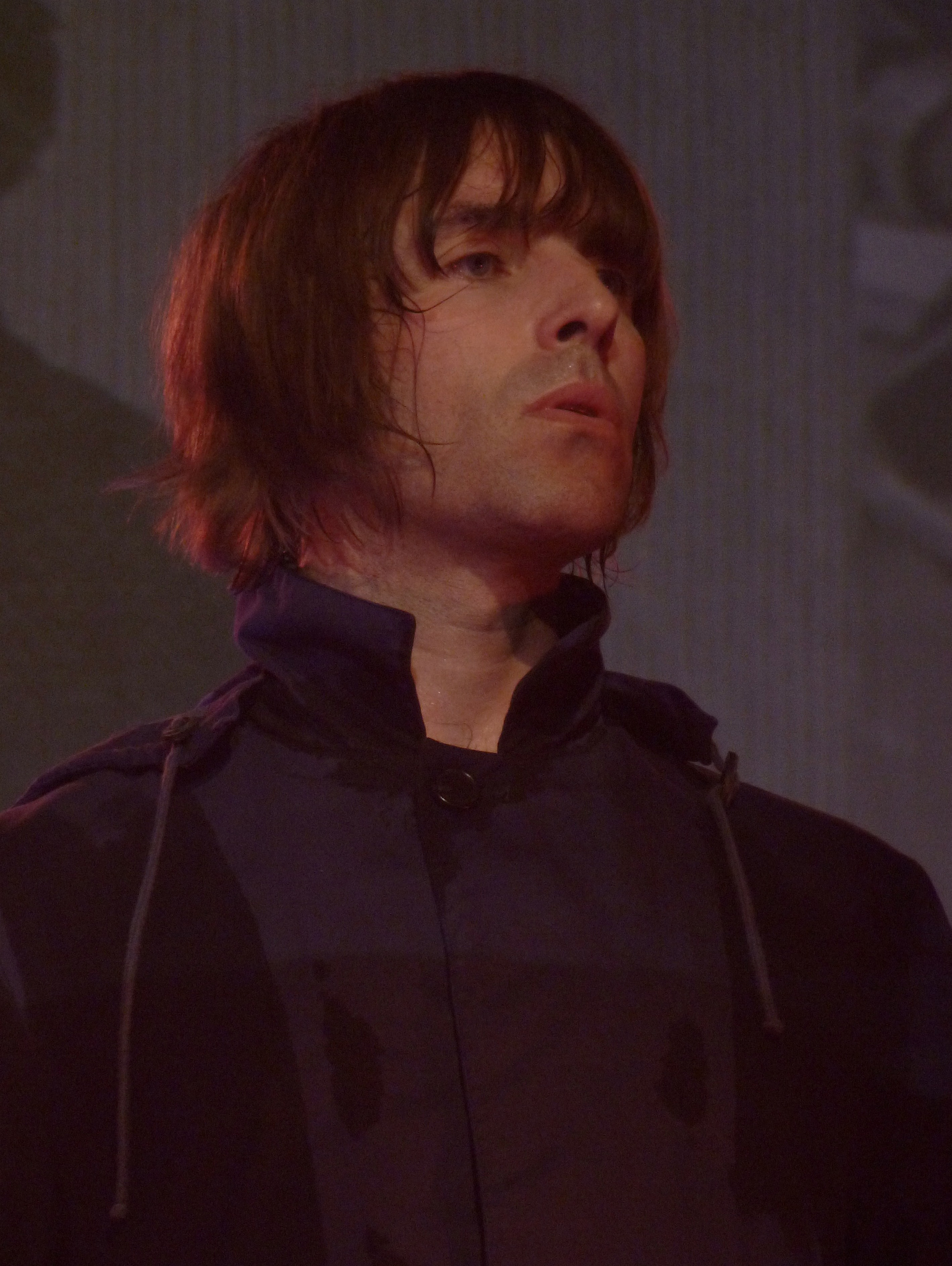
Liam Gallagher (* 1972)

- 1051 – Berta Savojská, manželka Jindřicha IV., římskoněmecká královna a císařovna († 27. prosinec 1087)
- 1154 – Sancha Kastilská, aragonská královna († 9. listopadu 1208)
- 1411 – Richard Plantagenet, anglický vévoda a státník († 30. prosince 1460)
- 1415 – Friedrich III., císař německý a římský († 19. srpna 1493)
- 1452 – Girolamo Savonarola, italský náboženský a politický reformátor, fanatický kazatel, dominikánský řeholník († 23. května 1498)
- 1640 – Filip I. Orleánský, francouzský vévoda, mladší bratr krále Ludvíka XIV. († 9. června 1701)
- 1693 – Marie Anna Kateřina z Oettingen-Spielbergu, kněžna z Lichtenštejna († 15. dubna 1729)
- 1698 – François Francœur, francouzský hudební skladatel († 5. srpna 1787)
- 1708 – Antioch Dmitrijevič Kantemir, ruský básník rumunského původu († 11. dubna 1744)
- 1721 – Larcum Kendall, britský hodinář († 22. listopadu 1795)
- 1737 – Francis Hopkinson, americký politik († 9. května 1791)
- 1739 – Marie Dorotea Portugalská, portugalská infantka († 14. ledna 1771)
- 1748 – Nicolas Chambon, francouzský lékař a politik († 2. listopadu 1826)
- 1758 – Silvestre de Sacy, francouzský filolog († 21. února 1838)
- 1760 – Olof Peter Swartz, švédský botanik († 19. září 1818)
- 1784 – Carl Thomas Mozart, druhý syn Wolfganga Amadea Mozarta († 31. října 1858)
- 1788 – Margaret Taylorová, manželka 12. prezidenta USA Zachary Taylora († 14. srpna 1852)
- 1791 – István Széchenyi, maďarský šlechtic, politik, národní hrdina a spisovatel († 8. dubna 1860)
- 1792 – Johann Peter Eckermann, německý básník († 3. prosince 1854)
- 1801 – Moritz Hermann Jacobi, německý a ruský fyzik († 10. března 1874)
- 1812 – Claudine Rhédey von Kis-Rhéde, hraběnka z Hohensteinu († 1. října 1841)
- 1815 – Paul Rudolf von Bilguer, německý šachový mistr († 16. září 1840)
- 1817 – Alfred-Auguste Ernouf, francouzský historik a spisovatel († 11. února 1889)
- 1827 – Konstantin Nikolajevič Ruský, syn ruského cara Mikuláše I. († 25. ledna 1892)
- 1829 – Auguste Toulmouche, francouzský malíř († 16. října 1890)
- 1840 – Murad V., osmanský sultán († 29. srpna 1904)
- 1842 – Abdulhamid II., turecký sultán († 10. února 1918)
- 1846 – Svetozar Marković, srbský realistický spisovatel († 10. března 1876)
- 1853 – Heike Kamerlingh Onnes, nizozemský fyzik, Nobelova cena za fyziku 1913 († 21. února 1926)
- 1864 – Elena Văcărescu, rumunsko-francouzská spisovatelka († 17. února 1947)
- 1866
  - Herbert George Wells, anglický spisovatel († 13. srpna 1946)
  - Charles Jules Henri Nicolle, francouzský lékař, Nobelova ceny za fyziologii a medicínu 1928 († 28. února 1936)
- 1867 – Henry L. Stimson, americký státník († 20. října 1950)
- 1869 – Carlo Airoldi, italský atlet, specialista na vytrvalostní běhy († 18. června 1929)
- 1870
  - Oscar Kjellberg, švédský vědec a vynálezce († 5. července 1931)
  - Sascha Schneider, německý malíř († 18. srpna 1927)
- 1871 – Julio González, španělský malíř a sochař († 27. března 1942)
- 1874 – Gustav Holst, anglický pozdně romantický hudební skladatel a hudební pedagog († 25. května 1934)
- 1876 – Herman Bernstein, americký novinář, spisovatel a politik († 31. srpna 1935)
- 1877 – Frederick Joubert Duquesne, německý špion († 24. května 1956)
- 1884 – Dénes Kőnig, maďarský matematik († 19. října 1944)
- 1887 – Josef Harpe, německý generál Wehrmachtu za druhé světové války († 14. března 1968)
- 1888 – Martin Benka, slovenský malíř († 28. června 1971)
- 1890 – Max Immelmann, německý stíhací pilot († 18. června 1916)
- 1901
  - Clarence Houser, americký trojnásobný olympijský vítěz († 1. října 1994)
  - Georg Rasch, dánský matematik († 19. října 1980)
- 1902
  - Edward Evan Evans-Pritchard, britský sociální antropolog († 11. září 1973)
  - Howie Morenz, kanadský hokejista († 8. března 1937)
  - Ilmari Salminen, finský olympijský vítěz v běhu na 10 km v roce 1936 († 5. ledna 1986)
- 1909 – Kwame Nkrumah, první prezident Ghany († 27. dubna 1972)
- 1918 – Juan José Arreola, mexický spisovatel († 3. prosince 2001)
- 1921
  - Jehošafat Harkabi, náčelník izraelské vojenské zpravodajské služby († 26. srpna 1994)
  - Chico Hamilton, americký jazzový bubeník a skladatel († 25. listopadu 2013)
- 1924 – Hermann Buhl, rakouský horolezec († 27. června 1957)
- 1926 – Donald Arthur Glaser, americký fyzik a neurobiolog, Nobelova cena za fyziku 1960 († 28. února 2013)
- 1929
  - Sándor Kocsis, maďarský fotbalista († 22. července 1979)
  - Bernard Williams, britský filozof († 10. června 2003)
- 1930 – Anton Špiesz, slovenský historik († 14. ledna 1993)
- 1931
  - Larry Hagman, americký herec († 23. listopadu 2012)
  - Eduard Grečner, slovenský filmový scenárista a režisér
- 1932 – Don Preston, americký klávesista
- 1933 – Dmitrij Alexandrovič Bilenkin, ruský sovětský autor vědecko-fantastické literatury († 28. července 1988)
- 1934
  - Leonard Cohen, kanadský písničkář († 7. listopadu 2016)
  - David J. Thouless, americko-britský fyzik, nositel Nobelovy ceny za fyziku 2016 († 6. dubna 2019)
- 1935
  - Jakov Sinaj, ruský matematik, držitel Wolfovy ceny za matematiku a Abelovy ceny
  - Santos Abril y Castelló, španělský kardinál
- 1936
  - Nicos Poulantzas, řecký marxistický teoretik († 3. října 1979)
  - Jurij Lužkov, 2. starosta Moskvy († 10. prosince 2019)
  - Sunny Murray, americký jazzový bubeník († 8. prosince 2017)
- 1938 – Norbert Conrads, německý historik a germanista
- 1945 – Bjarni Tryggvason, kanadský fyzik a astronaut
- 1946 – Mart Siimann, premiér Estonska
- 1947
  - Nick Castle, americký herec, scenárista a režisér
  - Stephen King, americký spisovatel hororů
- 1949
  - Kenneth Carpenter, americký vertebrátní paleontolog
  - Odilo Pedro Scherer, brazilský kardinál
- 1950 – Bill Murray, americký herec
- 1951 – Aslan Maschadov, čečenský prezident († 8. března 2005)
- 1953
  - Reinhard Marx, německý kardinál
  - Andrew Heermans, americký baskytarista
  - Lars Saabye Christensen, norský spisovatel
- 1954
  - Šinzó Abe, japonský politik, předseda vlády († 8. července 2022)
  - Phil Taylor, britský bubeník († 11. listopadu 2015)
- 1955 – Mika Kaurismäki, finský filmový režisér
- 1956
  - Marta Kauffman, americká televizní producentka a scenáristka
  - Momir Bulatović, premiér Svazové republiky Jugoslávie († 30. června 2019)
- 1957
  - Ethan Coen, americký producent, scenárista, režisér
  - Kevin Rudd, australský politik a expremiér
- 1959 – Dave Coulier, americký herec
- 1961 – Robert Nemcsics, slovenský politik
- 1971 – Luke Wilson, americký herec
- 1972 – Liam Gallagher, britský zpěvák, hudebník a hudební skladatel (Oasis)
- 1973 – Virginia Ruanová Pascualová, španělská tenistka
- 1974 – Henning Fritz, německý házenkář
- 1978 – Doug Howlett, novozélandský ragbista
- 1980 – Autumn Reeser, americká herečka
- 1981 – Nicole Richie, americká zpěvačka a herečka
- 1982 – Holly Miranda, americká zpěvačka
- 1983
  - Maggie Grace, americká herečka
  - Joseph Mazzello, americký herec
- 1986
  - Elton Santiago dos Santos Lira, brazilský fotbalista
  - Lindsey Stirling, americká houslistka
- 1989 – Jason Derülo, americký zpěvák, skladatel, tanečník, choreograf a vokální producent
- 1993 – Jacob Mourujärvi, švédský profesionální hráč Counter-Strike: Global Offensive
- 1995 – Rishat Khaibullin, kazašský sportovní lezec
- 1998 - Tadej Pogačar slovinský silniční cyklista

## Úmrtí

### Česko
- 1109 – Svatopluk Olomoucký, kníže český (* ?)
- 1317 – Viola Těšínská, královna česká a polská jako manželka Václava III. (* asi 1290)
- 1520 – Viktorin Kornel ze Všehrd, spisovatel a právník (* 1460)
- 1723 – Jan Miller, jezuitský teolog, rektor univerzity v Olomouci (* 17. září 1650)
- 1883 – Antonín Čížek, český právník a politik (* 22. března 1833)
- 1893 – Franz Stangler, český statkář a politik německé národnosti (* 12. září 1809)
- 1897 – Josef Kopallik, teolog, církevní historik (* 8. května 1849)
- 1905 – Gustav Adámek, rakousko-český politik a poslanec Českého zemského sněmu (* 23. října 1848)
- 1927 – Jindřich Záhoř, lékař, pražský městský hygienik a politik (* 6. listopadu 1845)
- 1950 – Dominik Fey, architekt (* 6. července 1863)
- 1977 – Josef Kunský, český geomorfolog (* 6. října 1903)
- 1981 – Samuel Takáč, ministr vlády Československa (* 6. března 1911)
- 1984 – Václav Dvořák, brněnský stavitel a architekt (* 20. září 1900)
- 1993 – František Kotalík, teolog (* 13. září 1917)
- 1995 – Mojmír Smékal, český hudebník a skladatel (* 27. května 1920)
- 2003 – Stanislav Litera, český herec (* 11. června 1931)
- 2018 – Libor Vojkůvka, naivní malíř, cestovatel, fotograf, lidový bavič, entomolog a písmák (* 23. července 1947)

### Svět

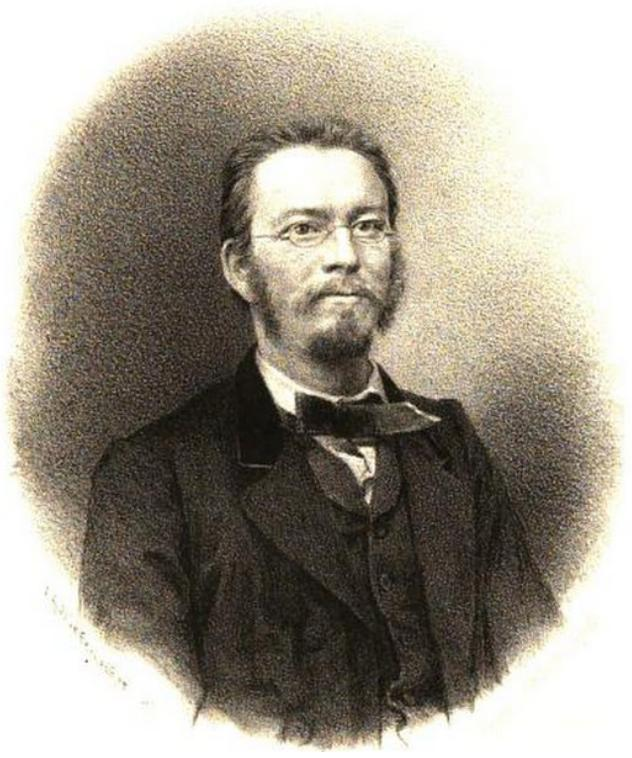
Konrad Bayer († 1897)

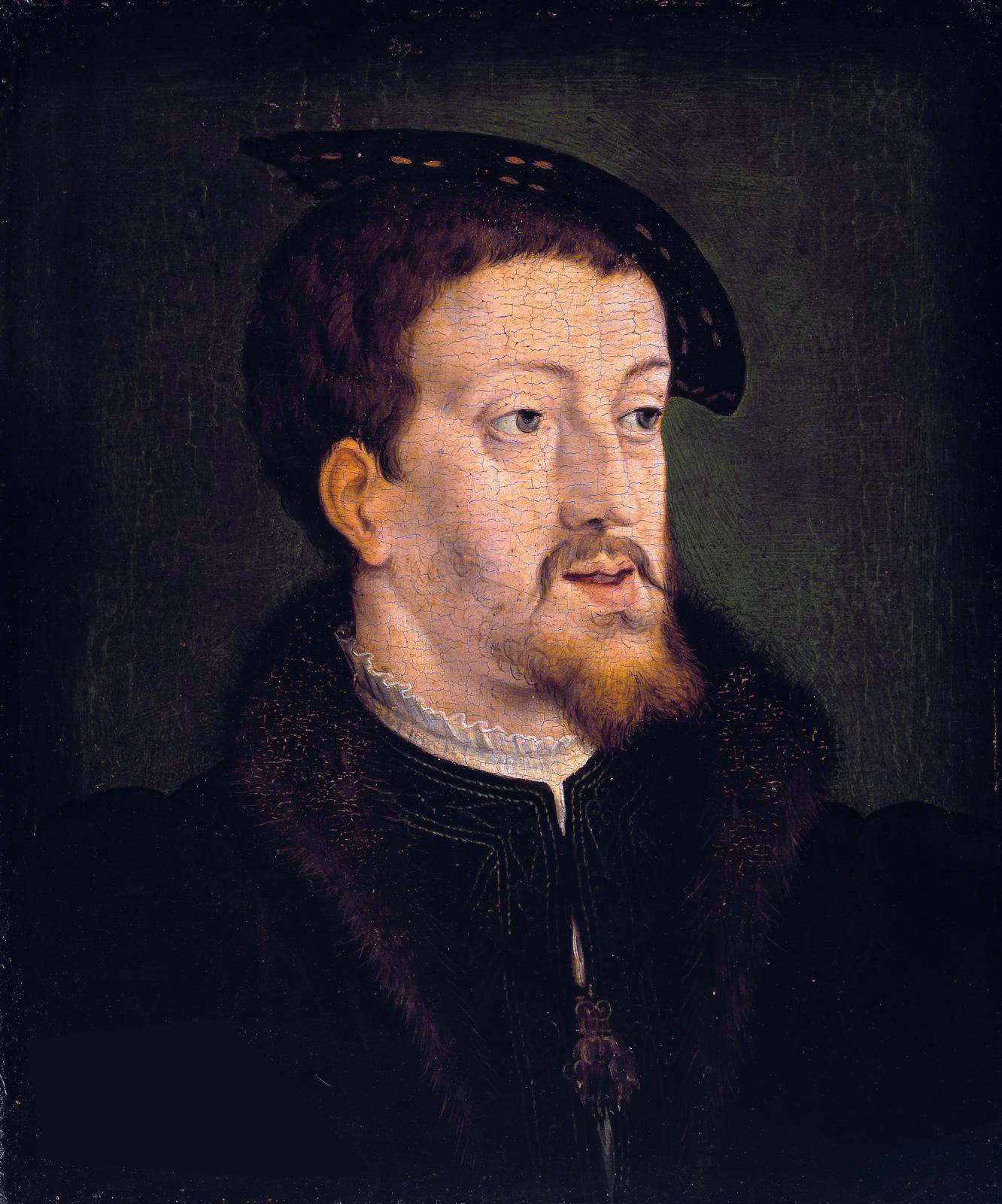
Karel V. († 1558)

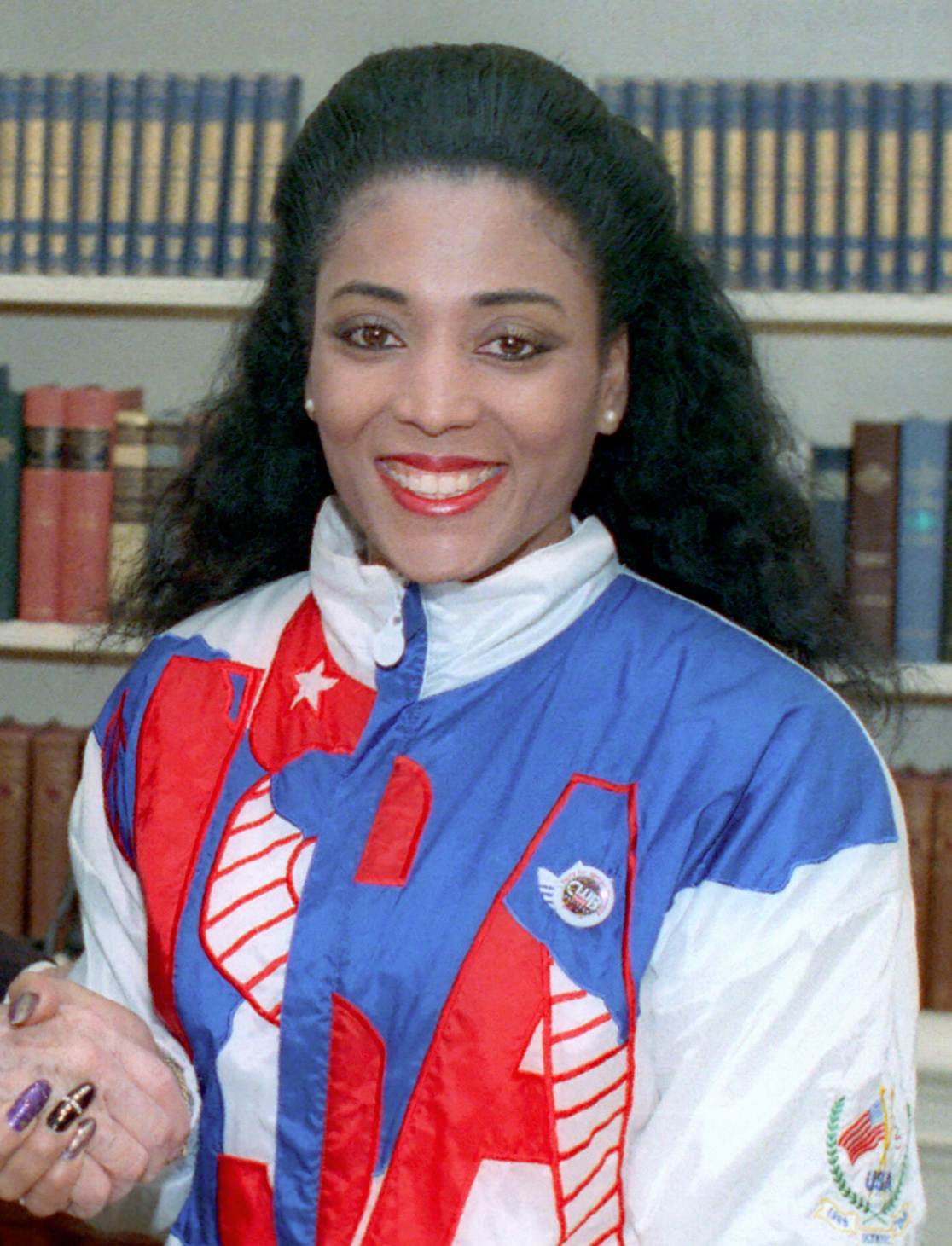
Florence Griffith-Joynerová († 1998)

- 19 př. n. l. – Publius Vergilius Maro (* 70 př. n. l.)
- 0454 – Flavius Aetius, římský generál (* 396)
- 1235 – Ondřej II. Uherský, uherský král (* 1177)
- 1327 – Eduard II., anglický král (* 25. dubna 1284)
- 1558 – Karel V., král španělský a císař Svaté říše římské (* 24. února 1500)
- 1586 – Antoine Perrenot de Granvelle, kardinál, vlivný evropský politik (* 20. srpna 1517)
- 1643 – Chuang Tchaj-ťi, první císař dynastie Čching (* 28. listopadu 1592)
- 1706 – Klara Žižić, chorvatská římskokatolická řeholnice (* 1626)
- 1739 – Saliha Sebkati Sultan, manželka osmanského sultána Mustafy II. a matka sultána Mahmuda I. (* 1680)
- 1812 – Emanuel Schikaneder, rakouský herec, pěvec, režisér a básník (* 1. září 1751)
- 1832 – Walter Scott, skotský básník a prozaik (* 15. srpna 1771)
- 1860 – Arthur Schopenhauer, německý filosof (* 22. února 1788)
- 1866 – Karl Ludwig Hencke, německý astronom (* 8. března 1793)
- 1875
  - Adalbert Vilém Bavorský, bavorský princ z Wittelsbašské dynastie (* 26. srpna 1828)
  - Alexandra Bavorská, princezna bavorská a spisovatelka (* 26. srpna 1826)
- 1894 – Eduard Isaac Asser, nizozemský průkopník fotografie (* 19. října 1809)
- 1895 – Viktor Rydberg, švédský spisovatel, publicista, překladatel a básník (* 18. prosince 1828)
- 1897 – Konrad Bayer, šachový skladatel, autor tzv. nesmrtelné úlohy (* 10. listopadu 1828)
- 1921
  - Lev Černyj, ruský anarchistický básník (* 1878)
  - Eugen Dühring, německý filozof a ekonom (* 12. ledna 1833)
- 1936 – Antoine Meillet, francouzský jazykovědec, indoevropeista a slavista (* 11. listopadu 1866)
- 1937 – Walter Günter, německý letecký konstruktér (* 8. prosince 1899)
- 1938 – Ivana Brlićová-Mažuranićová, chorvatská spisovatelka literatury pro děti (* 18. dubna 1874)
- 1940 – Heinrich August Luyken, německý spisovatel (* 10. prosince 1864)
- 1944 – Olexandr Košyc, ukrajinský skladatel (* 12. září 1875)
- 1947 – Marek Gažík, československý politik, ministr a poslanec (* 18. dubna 1887)
- 1956 – Karl Caspar, německý malíř (* 13. března 1879)
- 1957 – Haakon VII., norský král (* 3. srpna 1872)
- 1961 – Andrzej Munk, polský režisér (* 6. října 1920)
- 1962 – Marie Bonapartová, francouzská spisovatelka a psychoanalytička (* 2. července 1882)
- 1973 – Lidija Andrejevna Ruslanova, ruská zpěvačka lidových písní (* 27. října 1900)
- 1974 – Walter Brennan, americký herec (* 25. července 1894)
- 1976 – Benjamin Graham, americký ekonom (* 8. května 1894)
- 1968 – Charles Jackson, americký spisovatel (* 6. dubna 1903)
- 1982 – Ivan Christoforovič Bagramjan, sovětský maršál (* 2. prosince 1897)
- 1986 – John Kuck, americký olympijský vítěz ve vrhu koulí (* 27. dubna 1905)
- 1987 – Jaco Pastorius, americký baskytarista (* 1. prosince 1951)
- 1995 – Julio Alejandro, španělský scenárista (* 27. února 1906)
- 1998 – Florence Griffith-Joynerová, americká atletka (* 21. prosince 1959)
- 2006 – Boz Burrell, anglický baskytarista a zpěvák (King Crimson a Bad Company) (* 1. srpna 1946)
- 2011 – Paulette Dubost, francouzská filmová herečka a zpěvačka (* 8. října 1910)
- 2012 – Sven Hassel, dánský spisovatel (* 19. dubna 1917)
- 2015 – Ray Warleigh, australský saxofonista a flétnista (* 28. září 1938)
- 2017 – Liliane Bettencourtová, francouzská podnikatelka (* 21. října 1922)
- 2020 – Ang Rita, nepálský horolezec a šerpa (* 1948)

## Svátky

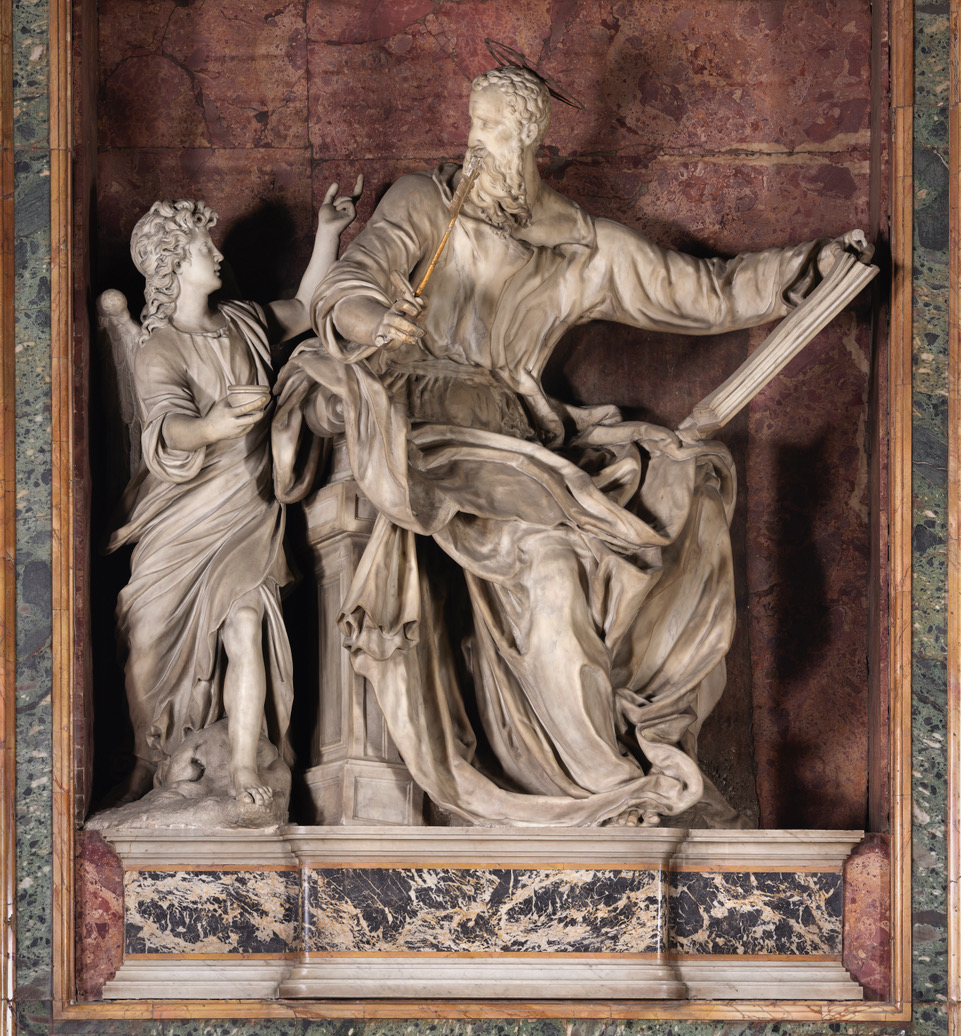
Svatý Matouš Evangelista

### Česko
- Matouš
- Mirela
- Debora

Socialistický kalendář:
- Den tisku, rozhlasu a televize
- Založení Rudého práva (1920)

### Svět
- Mezinárodní den Alzheimerovy choroby
- Mezinárodní den míru (OSN)
- Belize: Státní svátek
- Malta: Den nezávislosti
- Filipíny: Díkůvzdání

Pravoslavné církevní kalendárium (podle starého juliánského kalendáře 8. září):
- Narození přesvaté Bohorodice; veliký svátek (z dvanáctera)
- sv. Matouš Evangelista

## Pranostiky

### Česko
- Jaké počasí dělá svatý Matouš, takové potrvá čtyři neděle.
- Matouše jasný den čtyři týhodni potom jasné předpovídá.
- Krásné počasí na svatého Matouše má vydržet ještě čtyři neděle.
- Pohoda o svatém Matouši čtyři týdny se neruší.
- Je-li na svatého Matouše pěkný den,
mají vinaři naději na dobrou sklizeň.
- Je-li na Matouše jasno, bývá to vínu spásno.
- Na svatého Matouše pohoda – vyschne v lese každá kláda.
- Po svatém Matouši čepici na uši.
- Svatý Matouš svačinu zakous.
- Svatého Matouše – každé jablko se ukouše.

| 21. září v pražském KlementinuÚdaje jsou platné k 8. 7. 2025. | 21. září v pražském KlementinuÚdaje jsou platné k 8. 7. 2025. | 21. září v pražském KlementinuÚdaje jsou platné k 8. 7. 2025. |
| minimum                                                       | denní průměr                                                  | maximum                                                       |
| ------------------------------------------------------------- | ------------------------------------------------------------- | ------------------------------------------------------------- |
| 1,7 °C (1848)                                                 | 14,6 °C (od 1961)                                             | 29,9 °C (2003)                                                |